# 井上美弦
井上 美弦（いのうえ みつる）は、日本の映像作家、アニメーター。
主に、NHKの音楽番組「みんなのうた」などのアニメーションを制作している。

## 作成作品一覧

### みんなのうた
- ◆は、5分間1曲枠の楽曲（ロングのうた）。
- 1.YAKUSOKU ～父に送る手紙～ / Toi et Moi 21'（2001年6月・7月放送）◆
- 2.すすめ!はっくしょんベイビー / 酒井法子（2004年4月・5月放送）